# Asociación Nacional de Empresas de Servicios Energéticos
La asociación nacional de empresas de servicios energéticos, ANESE, es una organización que agrupa a empresas españolas especialistas en servicios, tecnologías e inversiones, enfocadas en acelerar la acción contra el cambio climático.Los fines y actividades principales de la asociación son: La promoción, fomento y desarrollo tanto de las empresas de servicios energéticos, como de su actividad.  La representación de sus asociados ante organismos públicos de ámbito estatal, autonómico y local para la defensa de sus intereses. La coordinación de acciones conjuntas ante organismos europeos y de otros ámbitos geográficos.  La promoción de sinergias y colaboraciones mutuas con otras asociaciones o entidades que persigan fines análogos incluso a través de la federación o asociación con las mismas.

## Sello de calidad ESE y ESE PLUS
La Asociación Nacional de Empresas de Servicios Energéticos emite una  clasificación certificada de servicios energéticos (ESEs). Esta clasificación da respuesta, por un lado, a la falta de normativa al respecto y a la ausencia de registro oficial con garantía; y por otro lado, pretende facilitar el acceso y la comprensión de los clientes al modelo de ESE. Esta certificación está dirigida a aquellas empresas que trabajan como empresas de servicios energéticos siguiendo el modelo de ahorro garantizado y quieren acreditar su experiencia, formación, capacitación, posibilidades tecnológicas y potencial técnico.
En la actualidad se otorgan dos tipos de sellos: Sello  "ese" Este tipo de empresas no cuentan todavía con proyectos firmados siguiendo el modelo ESE pero están preparadas para hacerlo. Y el sello "ese plus"  ANESE pare empresas sí que cuentan con evidencias (por ejemplo contratos) de estar trabajando bajo el modelo de empresa de servicios energéticos.
La  certificadora independiente TÜV Rheinland es la encargada de realizar las auditorías a las ESEs que deseen obtener su certificado/reconocimiento y su correspondiente distintivo/sello.
La primera empresa en obtener el Sello ESE PLUS fue la empresa Remica en el año 2015

## Historia
La Asociación fue fundada en el año 2009, su mayor colaborador corporativo es Endesa. Entre sus socios podemos encontrar grandes empresas como Bosch, Repsol, Nedgia, Acciona, Biosteam.